# Французская Полинезия
Францу́зская Полине́зия (фр. Polynésie française, таит. Pōrīnetia farāni) — заморское сообщество и составная часть Франции, расположенная в центре южной части Тихого океана. Граничит на западе с водами Островов Кука, на северо-западе — с Республикой Кирибати, на севере, востоке и юге — с нейтральными тихоокеанскими водами, на юго-востоке — с водами Питкэрна.
Включает архипелаги: острова Общества, острова Туамоту, Маркизские острова, острова Тубуаи, отдельно выделяют острова Гамбье, которые находятся возле Туамоту, фактически являясь обособленной частью Туамоту. Общая площадь — 4167 км², население — 295 121 человек (по оценке 2020 г.). Политико-административный центр — город Папеэте на острове Таити (крупнейший остров Французской Полинезии, 1 тыс. км²).
Управляется французским верховным комиссаром. Местные органы власти — совет министров и территориальная ассамблея.

## Этимология
Первое слово заморского сообщества обозначает принадлежность к Франции. Второе слово — происходит от тихоокеанского региона Полинезия, половину которого оно занимает. Название «Полинезия» (буквально — «многоостровье») искусственно образовано в XVI веке из древнегреческих слов πολύς — «много» и νῆσος — «остров»; окончание -ия обычно для названий стран и территорий. Современное название территории появилось примерно во второй половине или в конце XIX века, когда территория стала частью Франции.

## Общая география и природные условия
Во Французской Полинезии приблизительно 130 островов, которые входят в состав пяти архипелагов: острова Общества, Туамоту, Маркизские острова, Тубуаи, острова Гамбье.
Общая площадь4167 км²
- Земля: 3660 км²
- Вода: 507 км²
- Морская акватория: 4,8 млн км²

Сухопутные границы
0 км
Береговая линия
2525 км
Морские требования
- Исключительная экономическая зона: 200 морских миль
- Территориальное море: 12 морских миль

Крайние точки
- Самый низкий пункт: Тихий океан 0 м.
- Самый высокий пункт: гора Орохена (остров Таити) 2241 м.

Природные ресурсы
Древесина, рыба, кобальт, гидроэлектроэнергия
Землепользование
- Пахотная земля: 1 %
- Постоянные зерновые культуры: 6 %
- Постоянные пастбища: 5 %
- Леса и лесистая местность: 31 %
- Другое: 57 % (оценка 1993 года.)

Орошаемая земля
N/A км²

### Геология
Острова Французской Полинезии имеют либо вулканическое, либо коралловое происхождение. Вулканическими являются большинство островов Общества и Тубуаи, острова Гамбье и Маркизские; коралловые атоллы образуют архипелаг Туамоту и входят в состав некоторых других островных групп.
Вулканические острова гористы. Высшая точка Таити (и всей Французской Полинезии) — гора Орохена — поднимается на 2241 м над уровнем моря. Коралловые острова обычно возвышаются над уровнем океана всего на несколько метров, окружены рифами.

### Климат
Климат на большей части Французской Полинезии, преимущественно в центре, тропический, пассатный. На севере (Маркизские острова) — субэкваториальный. В южной части наблюдаются заметные различия между тёплой зимой и жарким летом. На южных островах Тубуаи климат субтропический влажный. Наиболее жаркий и влажный сезон — с ноября по май, когда часто дуют северо-западные ветры. В самые жаркие месяцы температура обычно 27 — 32 °C и влажность воздуха очень высока (около 92 %) а осадков выпадает до 1700 мм (75 % годовой нормы). Осадки в это время выпадают, преимущественно, в виде мощных, но кратковременных вечерних ливней, или затяжных моросящих дождей длительностью до нескольких суток.
В этот же период нередки тропические ураганы и мощные шторма. Острова Таити, Туамоту, Тубуаи подвержены им.
В сухой сезон (с июня по октябрь) преобладают юго-восточные пассаты. Ниже всего температуры опускаются в июле-августе (на юге — до 18 — 21 °C).
Среднегодовые температуры в основном на большинстве островов от 22 до 26 °C, с незначительными амплитудами колебаний по месяцам. Пассаты и экспозиция острова (склона) определяют климатические условия и погоду на островах Полинезии. Осадков — 1500 — 3500 мм. Бывают и ураганы.
Острова Французской Полинезии подвержены вторжению тропических циклонов, иногда носящих разрушительный характер, преимущественно в январе.

### Почвы и гидрология
На вулканических островах — вулканические почвы. На атоллах — пески.
Речная сеть развита только на островах вулканического происхождения. Реки там текут в узких и глубоких долинах, изобилуют водопадами. На островах Таити и Хуахине имеются небольшие озёра. На коралловых островах рек нет.

### Растительность
Острова вулканического происхождения резко отличаются от коралловых атоллов по своей растительности. На наветренных склонах вулканических островов от берегов до вершин гор поднимаются густые тропические леса, состоящие из вечнозелёных пород деревьев, которые перемежаются с плантациями кокосовых пальм, бананов и других культур. На подветренных склонах господствует травянистая растительность. Коралловые острова покрыты зарослями кокосовых пальм.

### Фауна
Ввиду значительной географической изоляции, как флора, так и фауна эндемичные. Млекопитающих практически нет. Несколько видов ящериц, крячки, птицы, насекомые. 

## История
Полинезийцы стали селиться на островах нынешней Французской Полинезии в первые века н. э. Предположительно, миграция произошла с островов Самоа. Сначала были заселены Маркизские острова и острова Общества. С островов Общества полинезийцы в конце І или в начале ІІ тысячелетия н. э. мигрировали на острова Туамоту и Тубуаи.
К моменту появления на островах европейцев среди населения нынешней Французской Полинезии самым развитым в социально-экономическом отношении был народ, населявший остров Таити — там во второй половине XVIII века возникли раннеклассовые государства, а с 1797 года, одно из них, королевство, возглавляемое династией Помаре, начало объединять под своей властью местные государственные образования Таити, а потом — распространять свою власть на другие острова Французской Полинезии.
Первым открытым европейцами островом был Пука-Пука в архипелаге Туамоту (Магеллан, 1521). Маркизские острова были открыты в 1595 году Менданьей, Таити — в 1606 году Педро Фернандес де Киросом, Тубуаи — в 1777 году Джеймсом Куком, Гамбье — в 1797 году Уилсоном.
В 1842 году Франция взяла под свой протекторат Таити, острова Общества, архипелаг Туамоту, острова Тубуаи и Маркизские острова.
С 1880 году статус протекторатов был отменён, введён колониальный статус. Власть династии Помаре была уничтожена. Первое официальное название колонии было Établissements de l’Océanie (Поселения в Океании). В 1903 году, после объединения Таити, Островов Общества, Островов Острал, Маркизских островов и архипелага Туамоту, территория получила название Французские владения в Океании (Établissements Français de l’Océanie).
В 1946 году Французская Полинезия получила статус заморской территории Франции. Все уроженцы островов стали гражданами Франции.
В 1963 году для ядерных испытаний Франции были выбраны атоллы Муруроа и Фангатауфа, где вплоть до 28 декабря 1995 года проводились такие испытания.
С 2004 года Французская Полинезия получила статус заморского сообщества.

## Население
| Численность населения | Численность населения | Численность населения | Численность населения | Численность населения | Численность населения | Численность населения | Численность населения | Численность населения |
| 2007                  | 2011                  | 2012                  | 2013                  | 2014                  | 2015                  | 2017                  | 2018                  | 2020                  |
| --------------------- | --------------------- | --------------------- | --------------------- | --------------------- | --------------------- | --------------------- | --------------------- | --------------------- |
| 259 706               | ↗271 831              | ↗274 512              | ↗277 293              | ↗280 026              | ↗282 703              | ↗287 881              | ↗290 373              | ↗295 121              |

Численность населения: 295 тыс. человек (по данным на 2020 год).
Годовой прирост — 0,79 %
Рождаемость — 14 на 1000 (фертильность — 1,83 рождений на женщину)
Смертность — 5,5 на 1000
Иммиграция — 2,7 на 1000
Младенческая смертность — 4,5 на 1000
Средняя продолжительность жизни — 75,6 лет у мужчин; 80,4 лет у женщин.
Грамотность — 98 %.
Этнический состав: полинезийцы 78 %, китайцы 12 %, франко-полинезийские метисы — Demis 6 %, французы (из метрополии) 4 %.
Официальные языки — французский (70 %) и таитянский (28,2 %) — по переписи 2012 года.
Религии: протестанты 54 %, католики 30 %, другие 10 %, атеисты 6 %. Протестанты представлены Протестантской Евангелической Церковью, Ассамблеями Бога, адвентистами, Свидетелями Иеговы и англиканами.
Население распределено неравномерно. Наиболее заселённым является город Папеэте (26 017 человек или 7,5 % населения Французской Полинезии) и столичный архипелаг Острова Общества — 228 073 или 87 %, Острова Туамоту — 15 510 жителей или 5,8 %, острова Гамбье — 1337 жителей или 0,52 %, Маркизские острова — 8658 чел (3, 33 %) и Тубуаи — 6304 или 2, 42 %.

## Административное деление
Французская Полинезия делится на 5 административных подразделений: Наветренные острова, Подветренные острова (оба находятся на островах Общества), Туамоту-Гамбье, Маркизские острова, острова Острал (Тубуаи) и 48 коммун.

## Политическое устройство
Французская Полинезия с 2004 года имеет статус заморского сообщества Франции, то есть является составной частью Франции, но имеет большую автономию по сравнению с заморскими регионами. На всей территории Французской Полинезии действует французская конституция. Жители Французской Полинезии являются гражданами Франции.
Власть Франции представлена верховным комиссаром, назначаемым президентом Франции. Исполнительная власть — совет министров территории. Местный парламент — Ассамблея территории — состоит из 57 депутатов, избираемых на пятилетний срок. Жители территории также избирают одного сенатора Франции и двух депутатов Национального собрания Франции.
Несмотря на наличие местного правительства, оно не обладает полномочиями в областях правосудия, высшего образования, безопасности и обороны, которые напрямую контролируются правительством Франции. В 2013 году Организация Объединённых Наций включила Французскую Полинезию в список несамоуправляющихся территорий.

## Экономика
Основная отрасль экономики — обслуживание туристов (около четверти ВВП). Также развиты добыча жемчуга и рыболовство.
ВВП на душу населения в 2004 году — 18 тыс. долл. (68-е место в мире).
В сфере обслуживания занято 68 % работающих.
В сельском хозяйстве (13 % работающих) культивируются кокосы, ваниль, овощи, фрукты, кофе. Разводятся куры, имеется мясо-молочное животноводство (на островах Туамоту также традиционно разводят собак на мясо).
В промышленном секторе (19 % работающих) — в основном обработка сельскохозяйственной продукции и производство сувениров.
Экспортные товары (1,245 млрд долл. в 2014 году) — жемчуг, кокосы, ваниль, акулье мясо, сувениры.
Страны-партнёры: Япония (35 %); США (24 %); Гонконг (17 %); Франция (9,1 %); Китай (4,2 %) .
Импортируются (2,235 млрд долл. в 2014 году) — топливо, продовольствие, промышленные товары, машины и оборудование.
Страны-партнёры: Франция (24 %); Южная Корея (10 %); Китай (9,6 %); США (9,3 %); Новая Зеландия (8,5 %); Сингапур (8,2 %).
Весьма большое значение имеет финансовое дотирование от Франции, направленное на создание новых производств после закрытия военных объектов, и развитие социальных услуг.

### Транспорт
В стране действуют два авиаперевозчика: Air Tahiti Nui и Air Tahiti.
Аэропорт Фааа — единственный принимающие международные рейсы. Всего на островах расположено 54 аэропорта. (см. Список аэропортов Французской Полинезии)

### Связь
Международные телефонные соединения предоставляются наземной спутниковой станцией Intelsat (Тихий океан). Количество телефонных линий — 90 278 (в 2018). Сотовая связь стандарта GSM 900 на островах хорошо развита. Главные острова (Таити, Муреа, Бора-Бора, Тахаа, Раиатеа, Хуахин и Рангироа) охвачены полностью, мелкие островки часто находятся вне зоны охвата, но даже там связь относительно устойчивая благодаря мощным центральным ретрансляторам. Роуминг с местной сетью Tikiphone SA (VINI — www.vini.pf) доступен абонентам крупнейших российских операторов. Местные СИМ-карты можно приобрести в офисах Tikiphone SA, но рекомендуется проверять карту непосредственно в своём телефоне до покупки, так как некоторые телефоны стандарта GSM не поддерживаются местными операторами. Операторы — Tikiphone, в 2008 году появился Мара Теlесом. Радиостанции: 2 станции AM, 14 FM, 2 коротковолновых (в 1998).

## Культура
Культура Французской Полинезии в значительной степени потеряла свою самобытность. Более всего европеизирован остров Таити, особенно столица Папеэте. Дома в этом городе преимущественно европейского стиля, одежда горожан также европейского типа.
Больше сохранилась традиция в постройке жилищ на архипелаге Туамоту и других островах на периферии Французской Полинезии — там ещё можно встретить хижины, стены и крыши которых сделаны из пальмовых листьев. Однако традиционную одежду и там уже не носят.
Прочнее держатся традиции в способах приготовления пищи. В частности, аборигены до сих пор употребляют в сыром виде рыбу и креветки (правда, их предварительно вымачивают в лимонном соке). Жаркое из мяса многие островитяне по-прежнему тушат в земляных печах, где высокую температуру создают раскалённые камни.
Сохранились во Французской Полинезии и аборигенные музыка и танцы. Инструменты в основном духовые и ударные. Однако и в этой сфере все заметнее влияние европейско-американской культуры.

## Социальная сфера

### Образование
Начальное образование обязательное и бесплатное. Большинство начальных школ — государственные. Частные школы — в основном католические. Есть 18 средних школ и школ профтехобразования (государственные и частные). Особое место занимают государственные Лицей Поля Гогена (Папеэте и филиалы на других островах) и Высшая техническая школа. С 1987 года действует Французский Тихоокеанский университет.

## Виза во Французскую Полинезию
Виза во Французскую Полинезию оформляется во французском посольстве, в Департаменте заморских территорий Франции. Обычная французская шенгенская виза для поездки во Французскую Полинезию не действует.

## Силовые структуры
Французская Полинезия, как часть Франции, не имеет своих вооружённых сил, поэтому за военную безопасность отвечают Вооружённые силы Франции. Полиция представлена одним отделением в Папеэте и ещё несколькими в других коммунах на Таити и других относительно крупных островах. Собственные спецслужбы у Французской Полинезии так же отсутствуют. Единственная тюрьма в районе аэропорта Фааа совмещает в себе функции следственного изолятора для содержания под стражей до приговора и исправительно-трудовой колонии для тех, кому уже вынесен приговор.

## Факты
- Многие острова Французской Полинезии носят вторые, русские, названия: Рюрика, Лазарева, Раевского и другие. Сам архипелаг Туамоту имеет второе название — острова Россиян. Эти острова были открыты и описаны русскими мореплавателями — Ф. Ф. Беллинсгаузеном, М. П. Лазаревым, О. Е. Коцебу.
- Большое значение в судьбе Французской Полинезии сыграли потомки русского генерала Максима Николаевича Леонтьева. Его внук Александр Леонтьев избирался от Полинезии в парламент Франции, где помог обрести ей (Полинезии) внутреннее самоуправление, и позже стал председателем правительства[фр.] Французской Полинезии (1987—1991). Второй внук, Борис, основал партию «Новая звезда», выступавшую за расширение прав коренных полинезийцев. Третий внук, Игорь, стал многократным чемпионом Таити по культуризму и восьмикратным обладателем титула «Мистер Полинезия»[9].